# Erik Miller
Erik Miller (6 marzo 1974) è un canottiere statunitense.

## Palmarès
- Campionati del mondo di canottaggio

Zagabria 2000 - oro nell'otto pesi leggeri;
Lucerna 2001 - bronzo nell'otto pesi leggeri;
Siviglia 2002 - bronzo nell'otto pesi leggeri.